# Nasty Singles
Nasty Singles è il terzo album in studio della cantante dominicana Natti Natasha, pubblicato l’8 dicembre 2023.
Il disco è stato pubblicato dopo due anni dal primo singolo degli undici che lo anticipano, da qua il nome del progetto.

## Tracce
1. Kokorota
2. Ya no te extraño
3. Tu perrota
4. Mayor que usted (con Daddy Yankee, Wisin & Yandel)
5. No pare (Remix) (con Tokischa)
6. Otro caption
7. Andale
8. En bajita (con Justin Quiles e Omar Courtz)
9. Ya no te extraño (Cumbia Version)
10. Wow BB (con El Alfa e Chimbala)
11. Tu tattoo
12. Lokita (con María Becerra)
13. Algarete
14. No pare
15. To esto es tuyo
16. La falta que me haces